# Francesc Riera i Cuberes
Francesc Riera i Cuberes (Bellcaire d'Urgell, 1935) és un empresari català.
Ha dirigit alguns projectes de dinamització social i cultural com el Casal de l'Espluga de Francolí.
El 1989 va adquirir amb el seu germà Francesc el restaurant Masia Salat i el 1996 la Torre d'en Filella, ambdues a mig camí entre Juneda i les Borges Blanques i d'origen medieval. Ací el 1998 hi inauguraren el Parc Temàtic de l'Oli per a la difusió de la cultura d'aquest producte, i que el 2010 va rebre uns 35.000 visitants. El 2011 va rebre la Creu de Sant Jordi.